# Australia en los Juegos Paralímpicos de Seúl 1988
Australia estuvo representada en los Juegos Paralímpicos de Seúl 1988 por un total de 175 deportistas, 148 hombres y 27 mujeres.

## Medallistas
El equipo paralímpico australiano obtuvo las siguientes medallas:
| Nombre                                                          | Deporte                   | Evento                                         |
| --------------------------------------------------------------- | ------------------------- | ---------------------------------------------- |
| Oro                                                             |                           |                                                |
| Meredith Jones                                                  | Atletismo                 | 200 m 5-6 femenino                             |
| Patricia Molseed                                                | Atletismo                 | Peso B1 femenino                               |
| Russell Short                                                   | Atletismo                 | Disco B3 masculino                             |
| Russell Short                                                   | Atletismo                 | Jabalina B3 masculino                          |
| Bruce Wallrodt                                                  | Atletismo                 | Jabalina 2 masculino                           |
| Bruce Wallrodt                                                  | Atletismo                 | Peso 2 masculino                               |
| Rodney Nugent                                                   | Atletismo                 | Salto de longitud A6A8A9L6 masculino           |
| Rodney Nugent                                                   | Atletismo                 | Triple salto A6A8A9L6 masculino                |
| David Goodman                                                   | Atletismo                 | 100 m B3 masculino                             |
| Bradley Hill                                                    | Atletismo                 | 200 m C7 masculino                             |
| Robert Biancucci                                                | Atletismo                 | 800 m C8 masculino                             |
| Kerrod McGregor                                                 | Atletismo                 | Disco A2A9 masculino                           |
| Adrian Lowe Rodney Nugent Nigel Parsons Jason Smart             | Atletismo                 | 4 × 100 m A2A4-7 masculino                     |
| Adrian Lowe Rodney Nugent Andrew O'Sullivan Nigel Parsons       | Atletismo                 | 4 × 400 m A2A4-7 masculino                     |
| Roy Fowler Stan Kosmala                                         | Bolos sobre hierba        | Dobles 2-6 masculino                           |
| Judith Young                                                    | Natación                  | 100 m espalda A8 femenino                      |
| Judith Young                                                    | Natación                  | 400 m libre A8 femenino                        |
| Sandra Yaxley                                                   | Natación                  | 100 m libre C6 femenino                        |
| Greg Hammond                                                    | Natación                  | 100 m braza A8 masculino                       |
| Greg Hammond                                                    | Natación                  | 100 m libre A8 masculino                       |
| Elizabeth Kosmala                                               | Tiro                      | Rifle de aire en posición tendida 2-6 femenino |
| Elizabeth Kosmala                                               | Tiro                      | Rifle de aire en tres posiciones 2-6 femenino  |
| Elizabeth Kosmala                                               | Tiro                      | Rifle de aire de rodillas 2-6 femenino         |
| Plata                                                           |                           |                                                |
| Julie Russell                                                   | Atletismo                 | Peso 3 femenino                                |
| Julie Russell                                                   | Atletismo                 | Pentatlón 3 femenino                           |
| Yvette McLellan                                                 | Atletismo                 | 400 m 2 femenino                               |
| Meredith Jones                                                  | Atletismo                 | 400 m 5-6 femenino                             |
| Karen Gill                                                      | Atletismo                 | Jabalina C3 femenino                           |
| Donna Smith                                                     | Atletismo                 | Jabalina A6A8A9L6 femenino                     |
| Deahnne McIntyre Julie Russell Meredith Jones Yvette McLellan   | Atletismo                 | 4 × 400 m 2-6 femenino                         |
| Adrian Lowe                                                     | Atletismo                 | 100 m A4A9 masculino                           |
| Adrian Lowe                                                     | Atletismo                 | 200 m A4A9 masculino                           |
| Adrian Lowe                                                     | Atletismo                 | 400 m A4A9 masculino                           |
| Kerrod McGregor                                                 | Atletismo                 | 100 m A2A9 masculino                           |
| Vincenzo Vallelonga                                             | Atletismo                 | 100 m 1B masculino                             |
| Bradley Hill                                                    | Atletismo                 | 400 m C7 masculino                             |
| Robert Biancucci                                                | Atletismo                 | 400 m C8 masculino                             |
| Alan Dufty                                                      | Atletismo                 | Maratón 1C masculino                           |
| Terry Giddy                                                     | Atletismo                 | Disco 4 masculino                              |
| Michael Hackett                                                 | Atletismo                 | Salto de altura A4A9 masculino                 |
| Bradley Thomas                                                  | Atletismo                 | Pentatlón A4A9 masculino                       |
| Richard Cordukes Michael Desanto Alan Dufty Vincenzo Vallelonga | Atletismo                 | 4 × 100 m 1A-1C masculino                      |
| David Boldery Clifford Swann                                    | Bolos sobre hierba        | Dobles LB2 masculino                           |
| Matthew Poble                                                   | Levantamiento de potencia | –100 kg masculino                              |
| Judith Young                                                    | Natación                  | 100 m braza A8 femenino                        |
| Judith Young                                                    | Natación                  | 100 m mariposa L6 femenino                     |
| Judith Young                                                    | Natación                  | 200 m estilos L6 femenino                      |
| Lynette Lillecrapp                                              | Natación                  | 50 m braza 2 femenino                          |
| Mandy Maywood                                                   | Natación                  | 50 m braza B3 femenino                         |
| Sandra Yaxley                                                   | Natación                  | 50 m espalda C6 femenino                       |
| Catherine Huggett                                               | Natación                  | 100 m espalda C3 femenino                      |
| Equipo                                                          | Natación                  | 4 × 100 m libre A-L femenino                   |
| Phillip Tracey                                                  | Natación                  | 25 m espalda 1A masculino                      |
| Phillip Tracey                                                  | Natación                  | 50 m libre 1A masculino                        |
| Phillip Tracey                                                  | Natación                  | 100 m libre 1A masculino                       |
| Equipo                                                          | Natación                  | 4 × 50 m libre A1-A8 masculino                 |
| Elizabeth Kosmala                                               | Tiro                      | Rifle de aire de pie 2-6 femenino              |
| Bronce                                                          |                           |                                                |
| Julie Russell                                                   | Atletismo                 | Disco 3 femenino                               |
| Julie Russell                                                   | Atletismo                 | Jabalina 3 femenino                            |
| Meredith Jones                                                  | Atletismo                 | 100 m 5-6 femenino                             |
| Rodney Nugent                                                   | Atletismo                 | 100 m A6A8A9L4 masculino                       |
| Rodney Nugent                                                   | Atletismo                 | 100 m A6A8A9L4 masculino                       |
| Rodney Nugent                                                   | Atletismo                 | Salto de altura A6A8A9L6 masculino             |
| Kerrod McGregor                                                 | Atletismo                 | Jabalina A2A9 masculino                        |
| Kerrod McGregor                                                 | Atletismo                 | Salto de longitud A2A9 masculino               |
| Mike Nugent                                                     | Atletismo                 | 200 m 2 masculino                              |
| Robert Biancucci                                                | Atletismo                 | 200 m C8 masculino                             |
| Jason Walsh                                                     | Atletismo                 | 400 m B3 masculino                             |
| Andrew O'Sullivan                                               | Atletismo                 | 400 m A4A9 masculino                           |
| Alan Dufty                                                      | Atletismo                 | 1500 m 1C masculino                            |
| Bruce Wallrodt                                                  | Atletismo                 | Disco 2 masculino                              |
| Rene Ahrens                                                     | Atletismo                 | Disco 6 masculino                              |
| John Eden                                                       | Atletismo                 | Disco A2A9 masculino                           |
| Vincenzo Vallelonga                                             | Atletismo                 | Eslalon 1B masculino                           |
| Matthew van Eldik                                               | Atletismo                 | Eslalon C4-5 masculino                         |
| Russell Short                                                   | Atletismo                 | Peso B3 masculino                              |
| Richard Cordukes Michael Desanto Alan Dufty Vincenzo Vallelonga | Atletismo                 | 4 × 200 m 1A-1C masculino                      |
| John Forsberg                                                   | Bolos sobre hierba        | Individual LB3 masculino                       |
| Neville Read                                                    | Bolos sobre hierba        | Individual 2-6 masculino                       |
| Brian McNicholl                                                 | Halterofilia              | –85 kg masculino                               |
| Michael Farrell                                                 | Levantamiento de potencia | –100 kg masculino                              |
| Lynette Lillecrapp                                              | Natación                  | 25 m mariposa 2 femenino                       |
| Lynette Lillecrapp                                              | Natación                  | 50 m espalda 2 femenino                        |
| Lynette Lillecrapp                                              | Natación                  | 50 m libre 2 femenino                          |
| Mandy Maywood                                                   | Natación                  | 100 m braza B3 femenino                        |
| Mandy Maywood                                                   | Natación                  | 200 m braza B3 femenino                        |
| Susan Knox                                                      | Natación                  | 100 m espalda A4 femenino                      |
| Deborah Holland                                                 | Natación                  | 400 m libre A2 femenino                        |
| Kingsley Bugarin                                                | Natación                  | 50 m braza B3 masculino                        |
| Kingsley Bugarin                                                | Natación                  | 100 m braza B3 masculino                       |
| Kingsley Bugarin                                                | Natación                  | 200 m braza B3 masculino                       |
| David Griffin                                                   | Natación                  | 100 m libre A2 masculino                       |
| David Griffin                                                   | Natación                  | 100 m mariposa A2 masculino                    |
| Ralph Smith                                                     | Natación                  | 100 m libre A7 masculino                       |
| Wayne Ryding                                                    | Natación                  | 400 m libre 5 masculino                        |